# Glatt (Neckar)
Die Glatt ist ein linker Nebenfluss des Neckars am Ostrand des Schwarzwalds in Baden-Württemberg.

## Name
Der Gewässername leitet sich vom Althochdeutschen „glat“ bzw. „glad“ ab und bedeutet u. a. „klar, glänzend, rein“.

## Geographie

### Quellbäche

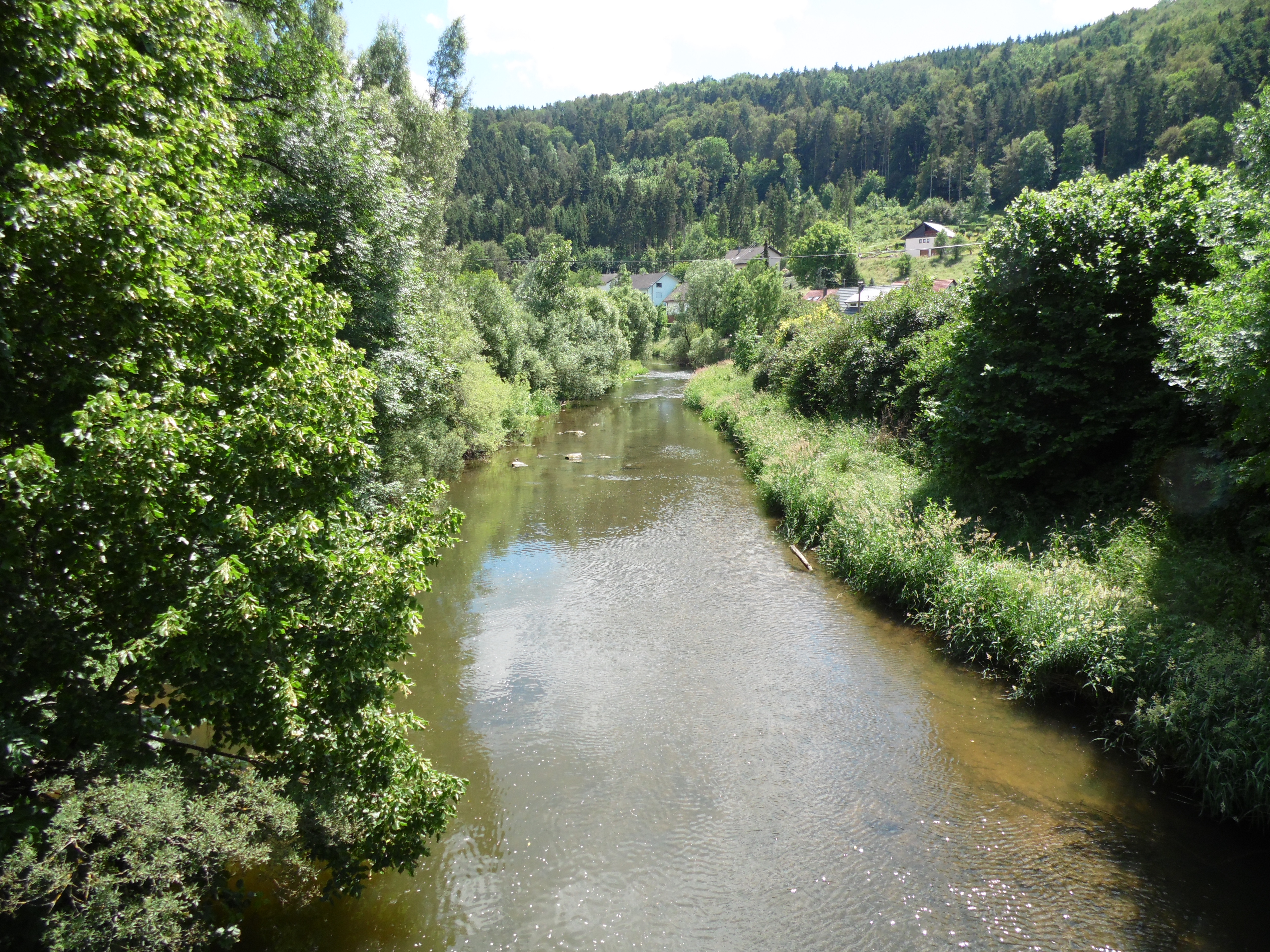
Die Glatt bei der Ortschaft Glatt flussabwärts am Ortsrand

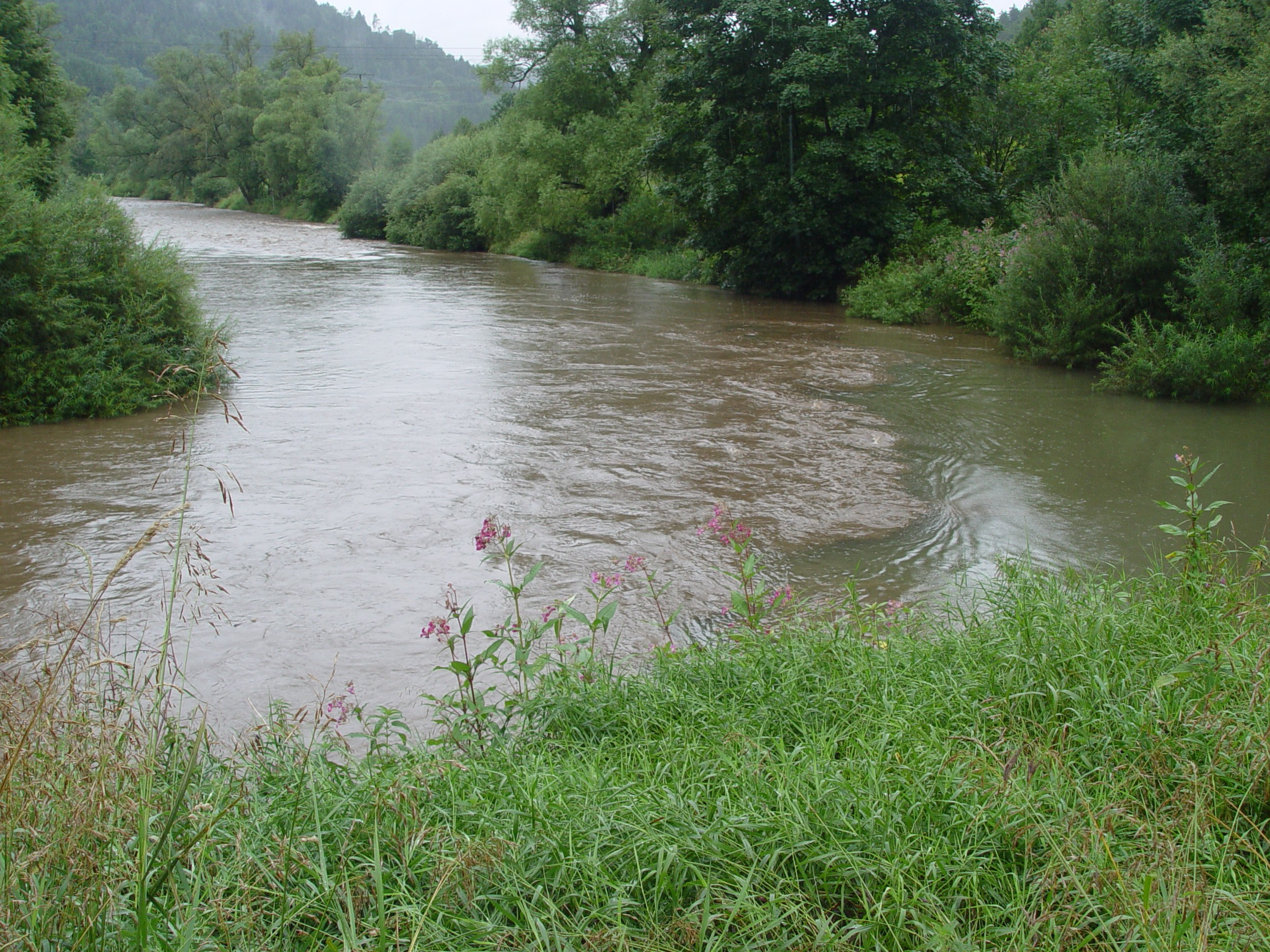
Mündung der von links kommenden Glatt in den Neckar bei Neckarhausen (Hochwassersituation)

Die Glatt entsteht im Namenslauf im Dorf Aach, einem Stadtteil von Dornstetten. Hier fließen der linke und nördliche Oberlauf Kübelbach mit dem aus dem Nordwesten kommenden rechten Stockerbach neben der Grüntaler Straße zur Glatt zusammen. Beide Äste sind zwischen 8 und 9 km lang.
Als Haupt-Oberlauf der Glatt gilt hierbei der um ein weniges längere Kübelbach, dessen eigener Oberlauf bis zu den Silberwiesen vor dem ersten Siedlungsplatz Dornstetten-Hallwangen wiederum Glattbach heißt. Die Quelle von Glattbach/Kübelbach liegt auf etwa 717 m ü. NHN im Stutzwald an der Gemeindegrenze von Dornstetten zu Freudenstadt und wird Glattbrunnen genannt. Glattbach wie Kübelbach insgesamt haben nur wenig bedeutende Zuflüsse.
Der rechte Oberlauf Stockerbach der Glatt entspringt dagegen höher auf etwa 753 m ü. NHN dem Kratzenhartbrunnen, der etwa 2 km westlich des Glattbrunnens im Reichenbacher Wald auf Freudenstadter Gebiet liegt. Ihm fließen von rechts einige Bäche zu, die damit sein Teileinzugsgebiets etwa anderthalb mal so groß machen wie das seines linken Partners.
Noch in Aach nimmt die Glatt nur zweihundert Meter nach ihren Ursprung von rechts und Westnordwesten den nur etwa über 5 km langen Ettenbach auf. (48° 28′ 1″ N, 8° 28′ 41″ O) Sein Einzugsgebiet übertrifft aber das des Kübelbach ein wenig, weshalb Kübel-, Stocker- und Ettenbach gewöhnlich als die drei Quelläste angesehen werden, die zusammen die Glatt zuwege bringen.

### Verlauf
Danach fließt die Glatt in südöstlicher bis südlicher Richtung und nimmt einige Zuflüsse auf, die bedeutenden darunter kommen alle von rechts, etwa die zweitgrößte Lauter, die von Westen heranzieht und in Glatten mündet. Auf dem ihrer Mündung folgenden Abschnitt durchläuft die Glatt unterhalb von Neuneck dann ein sehr enges und gewundenes Tal etwa 170 Meter unter dem Gipfel des bewaldeten Schellenbergs (640 m ü. NHN). In Leinstetten mündet anschließend, zuletzt aus dem Westen kommend, der mit Abstand größte Glatt-Zufluss Heimbach, mit seinen fast 25 km Länge ihr wichtigster Zufluss.
Etwa 2 km weiter talabwärts wendet sich der Fluss am Zulauf des kleinen Zitzmannsbrunnenbachs in Bettenhausen nach links auf Ostnordostlauf. Auf der noch folgenden, knapp 10 km langen Laufstrecke fließt nur noch ein etwas bedeutenderer Bach zu. Dann mündet die Glatt unterhalb des Dorfes Glatt von Sulz am Neckar und gegenüber dem Stadtteil Neckarhausen von Horb am Neckar von links in den oberen Neckar.

### Einzugsgebiet
Das 234 km² große Einzugsgebiet der Glatt hat ungefähr die Kontur eines Dreiecks mit etwa 31 km langer westlicher Basis durch den östlichen Schwarzwald. Diese längste Seite erstreckt sich von der Nordspitze östlich von Baiersbronn-Klosterreichenbach im Reichenbacher Wald nahe dem Krähenhartbrunnen, dem der rechte Quellbach Stockerbach entspringt,  bis zur Südspitze bei Schramberg-Waldmössingen, die dicht an der Quelle des größten Zuflusses Heimbachs liegt. Quer dazu ist das Einzugsgebiet nicht einmal von dieser Westseite bis zur Ostspitze an der Mündung auch nur 17 km breit.
An der Nordostseite grenzt auf dem längsten Stück Einzugsgebiet der Nagold an, erst zuletzt gegen die Mündung zu das eines unbedeutenderen abwärtigen Neckarzuflusses. Jenseits der gesamten südöstlichen Wasserscheide läuft kein größerer Nebenfluss zum nahen aufwärtigen Neckar. Im Süden und Südwesten fließt hinter einem kurzen Stück der Einzugsgebietsgrenze die der Glatt etwa gleichwertige Eschach zum Neckar. Auf dem größten Teil des Westwasserscheide sammelt aber danach die Kinzig das zur anderen Seite laufende Wasser. Erst am Schöllkopf zwischen Loßburg und Freudenstadt wird sie darin von der Murg abgelöst, die zunächst über ihren rechten Zufluss Forbach konkurriert. Da die großen Schwarzwaldflüsse Kinzig wie Murg unmittelbar in den Rhein münden, ist die Westwasserscheide auf fast ganzer Länge auch Großwasserscheide zwischen Neckar und Rhein.
Größte Erhebung im Einzugsgebiet ist der erwähnte Schöllkopf, der eine Höhe von 843 m ü. NHN erreicht, und an dessen Ostfuß der zweitgrößte Glattzufluss Lauter entspringt.

### Zuflüsse und Seen
Von den Zuflüssen ist der bedeutendste der bei Leinstetten etwa vor der Linkskehre der Unterlaufes von rechts in Leinstetten zumündende Heimbach, der mit seiner Länge von 24,5 km ein Teileinzugsgebiet von 77,5 km und mithin fast ein Drittel des Glatt-Einzugsgebietes entwässert. Schon der zweitgrößte und -einzugsgebietsreichste Nebenfluss Lauter, der in Glatten mündet, erreicht gerade mal noch eine Länge von 10,2 km und eine Entwässerungsfläche von 32,6 km².
Liste der Zuflüsse und  Seen von der Quelle zur Mündung. Gewässerlänge, Seefläche, Einzugsgebiet und Höhe nach den entsprechenden Layern auf der Onlinekarte der LUBW. Andere Quellen für die Angaben sind vermerkt.
Auswahl.
- Kübelbach mit Oberlauf Glattbach (linker Quellbach, in Aach), 8,5 km und 11,4 km²
- Stockerbach (rechter Quellbach, in Aach), 8,3 km und 17,7 km²[LUBW 6]
- Ettenbach (rechts, in Aach), 5,7 km und 12,0 km²[LUBW 5]
- Schorngraben (von rechts), 0,9 km
- Nottentalgraben (von links), 0,9 km
- Mühlebach (von links, vor Glatten), 2,2 km
- Bürgenbach (von links, in Glatten), 3,3 km und 5,5 km²
- Lauter (von rechts, in Glatten), 10,2 km und 32,6 km²[LUBW 6]
- Schlappbach (von links, bei Böffingen), 1,2 km
- Riedhaldenbächle (von links, in Neuneck), unter 0,4 km
- Tälesbach (von links), 1,1 km
- Lippbach (von rechts), 6,0 km und 6,6 km²
- Heimbach (von rechts, in Leinstetten), 24,5 km und 77,5 km[LUBW 6]
- Zitzmannsbrunnenbach (von rechts, in Bettenhausen), 4,1 km und 9,9 km²
- Nießler Bach (von links, bei Reinau), 0,9 km
- Tobelbach (vielleicht auch Dobelbach) (von rechts, gegenüber Hopfau), 4,7 km und 13,4 km²
- Wiesenbächle (von links, nach Hopfau), 0,8 km
- (Bach vom Talerbrunnen) (von links), 1,0 km
- Tälebach (von rechts, in Glatt), 0,9 km

### Orte und Siedlungsplätze am Lauf
Am linken Oberlauf Kübelbach:
- Hallwangen (Dorf der Stadt Dornstetten)
- Aach (Dorf von Dornstetten)

Am rechten Oberlauf Stockerbach:
- Obermusbach (Dorf der Stadt Freudenstadt)
- Untermusbach (Dorf von Freudenstadt)
- Frutenhof (Dorf von Freudenstadt)
- Grüntal (Dorf von Freudenstadt)
- Aach

Am „dritten“, ebenfalls rechten Oberlauf Ettenbach:
- Wittlensweiler (Dorf von Freudenstadt)
- Aach

Am Namenslauf Glatt:
- Aach
- Glattal (Wohnplatz von Dornstetten)
- Hammerschmiede (Wohnplatz von Glatten)
- Glatten (Dorf von Glatten)
- Niederhofen (Siedlungsplatz von Glatten-Glatten)
- Böffingen (Dorf von Glatten, linker Hang)
- Bellenstein (Wohnplatz von Glatten, rechter Hang)
- Neuneck (Dorf von Glatten)
- Untere Mühle (Siedlungsplatz von Glatten-Neuneck)
- Schellenberg (Hof von Glatten-Neuneck)
- Leinstetten (Dorf der Stadt Dornhan)
- Birken (Siedlungsplatz von Dornhan-Bettenhausen)
- Bettenhausen (Dorf von Dornhan)
- Reinau (Weiler der Stadt Sulz am Neckar)
- Hopfau (Dorf von Sulz)
- Neunthausen (Weiler von Sulz)
- Glatt (Dorf von Sulz)

## Infrastruktur
Für den Verkehr erschließen von Aach bis Hopfau die L 409 das Tal der Glatt, danach die K 5508 von Hopfau bis Glatt.
Hopfau und Glatt sind auch mit einem gut ausgebauten Radweg verbunden, der ein Teil des Drei-Täler-Radwegs Neckar-Glatt-Kinzig ist.

## Schutzgebiete
Auf einem großen Teil ihrer Länge verläuft die Glatt in Landschaftsschutzgebieten. Kurz nach ihrem Ursprung beginnt das Landschaftsschutzgebiet Nr. 2.37.043 Oberes Glattal. Es liegt im Landkreis Freudenstadt und hat eine Größe von 606 Hektar.
Nach dem Übertritt in den Landkreis Rottweil beginnt das LSG Nr. 3.25.030 Glatt-Tal. Es umfasst die Hang- und Tallagen des Glatttals auf den Gemarkungen Leinstetten und Bettenhausen einschließlich des untersten Heimbachtales, der Südhänge des Wühlsbachtales und der Hanglagen des unteren Zitzmannsbrunnenbachtales. Ausgespart ist die Ortslage von Leinstetten. Gebildet wurde das 700,9 Hektar große Gebiet durch Verordnung des damaligen Landratsamts Horb vom 21. September 1970.
Zwischen Bettenhausen bis unterhalb von Hopfau liegt der direkte Flussverlauf der Glatt nicht in einem Schutzgebiet. Hier sind jedoch die Talhänge und das angrenzende Dobeltal unter der Nummer 3.25.029 als LSG Glatt- und Dobeltal ausgewiesen. Am 1. April 1969 hat das ehemalige Landratsamt Horb dieses aus zwei Teilen bestehende Gebiet mit rund 680 Hektar ausgewiesen.
Rund zwei Kilometer vor der Ortschaft Glatt beginnt das letzte LSG, das von der Glatt durchflossen wird. Es hat die Schutzgebietnummer 3.25.028 und den Namen Diessental und Teile des Neckar- und Glatt-Tales. Im 663 Hektar großen Schutzgebiets mündet die Glatt in den Neckar. Das seinerzeitige Landratsamt Hechingen hat das Schutzgebiet bereits durch Verordnung vom 13. Februar 1957 gebildet.
Das am 1. Januar 2005 vom Regierungspräsidium Freiburg gebildetes FFH-Gebiet mit dem Namen Wiesen und Heiden an Glatt und Mühlbach (Schutzgebietsnummer 7617341, 587,5 Hektar) überlagert teilweise die Landschaftsschutzgebiete zwischen Glatt und Leinstetten.

### LUBW
Amtliche Online-Gewässerkarte mit passendem Ausschnitt und den hier benutzten Layern: Lauf und Einzugsgebiet der Glatt

Allgemeiner Einstieg ohne Voreinstellungen und Layer: Daten- und Kartendienst der Landesanstalt für Umwelt Baden-Württemberg (LUBW) (Hinweise)
1. 1 2 3 4  Höhe nach dem Höhenlinienbild auf dem Hintergrundlayer Topographische Karte.
2. 1 2  Länge nach dem Layer Gewässernetz (AWGN).
3. ↑  Einzugsgebiet nach dem Layer Aggregierte Gebiete 05.
4. ↑  Seefläche nach dem Layer Stehende Gewässer.
5. 1 2  Einzugsgebiet nach dem Layer Basiseinzugsgebiet (AWGN).
6. 1 2 3  Einzugsgebiet aufsummiert aus den Teileinzugsgebieten nach dem Layer Basiseinzugsgebiet (AWGN).

### Andere Belege
1. ↑  Friedrich Huttenlocher: Geographische Landesaufnahme: Die naturräumlichen Einheiten auf Blatt 178 Sigmaringen. Bundesanstalt für Landeskunde, Bad Godesberg 1959. → Online-Karte (PDF; 4,3 MB)
2. ↑  Deutsches Gewässerkundliches Jahrbuch Rheingebiet, Teil I 2009 Landesanstalt für Umweltschutz Baden-Württemberg, S. 109, abgerufen am 7. März 2021 (PDF, deutsch).
3. ↑  vgl. Albrecht Greule: Deutsches Gewässernamenbuch. Walter de Gruyter, Berlin / Boston 2014, ISBN 978-3-11-057891-1, S. 178, „³Glatt“ (Auszug in der Google-Buchsuche).